# Lewis Leigh Fermor
Lewis Leigh Fermor (18 septembre 1880 - 24 mai 1954), est un chimiste et géologue britannique et le premier président de l'Indian National Science Academy et directeur du Geological Survey of India (1930-1935). Il est le père de l'écrivain et voyageur Patrick Leigh Fermor,.

## Jeunesse
Fermor est né à Peckham dans le sud de Londres, l'aîné de six enfants nés de Lewis Fermor et Maria James. Son deuxième prénom est donné en l'honneur du meilleur ami de son père. Son père est commis à la London Joint Stock Bank (acquise par la Midland Bank en 1917); sa retraite anticipée en raison de problèmes de santé met la famille en difficulté financière, et une tentative ultérieure de création d'une entreprise d'écriture d'enseignes rencontre peu de succès. Lewis Leigh Fermor fait ses études à la Wilson's Grammar School de Camberwell et étudie la métallurgie à la Royal School of Mines, avec des bourses à chacune, et remporte la médaille Murchison de géologie à cette dernière, où il obtient un BSc en 1907 et un DSc en 1909. Il est trop vieux pour accepter un prix qu'il remporte à l'Université de Londres.

## Carrière
Fermor est initialement intéressé à poursuivre une carrière dans la métallurgie mais est persuadé de postuler au Geological Survey of India par son professeur, John Wesley Judd. L'entretien est réalisé par William Thomas Blanford, alors à la retraite, et il est sélectionné malgré son expertise en chimie plutôt qu'en géologie. Blanford voit peut-être la valeur de son expertise pour l'étude des roches archéennes cristallines et Fermor travaille en effet plus tard beaucoup sur la pétrologie. Il arrive en Inde en 1902, après avoir accepté un poste de surintendant adjoint au Geological Survey of India. Il est l'un des fondateurs de la géologie en Inde. Son principal intérêt est la géologie archéenne et les roches ignées et métamorphiques. Il est conservateur de la collection de géologie au Musée indien de 1905 à 1907. Il fait d'importants travaux sur les gisements de manganèse et de charbon, et il obtient un doctorat en sciences de l'Université de Londres en 1909. Il décrit d'abord le minéral Hollandite en 1906  et le minéral Fermorite, découvert en 1910, porte son nom. Il devient surintendant du Geological Survey of India en 1910 et reçoit un OBE pour son travail pour le Indian Railway Board, puis le Indian Munitions Board pendant la Première Guerre mondiale.
En 1921, il reçoit la médaille Bigsby de la Société géologique de Londres pour un article publié en 1913 sur l'utilisation du grenat comme baromètre géologique, comme marqueur des pressions auxquelles les roches ont été soumises. Il est membre fondateur de l'Institut minier et géologique de l'Inde, et son président en 1922. Après plusieurs périodes comme directeur par intérim, il est directeur du Geological Survey of India de 1932 à 1935. Il est administrateur du Musée indien de 1930 à 1935, président de la 20e session du Congrès scientifique indien en 1933, devient membre de la Royal Society en 1934 et est fait chevalier par le gouvernement indien en 1935. Il est président de la Société asiatique du Bengale de 1933 à 1936 et le premier président élu de l'Institut national des sciences de l'Inde en 1935. Après avoir pris sa retraite en tant que directeur du Geological Survey of India en 1935, il continue à vivre et à travailler principalement en Inde jusqu'en 1939, visitant également le Kenya et l'Afrique du Sud. Il continue à contribuer aux sociétés savantes et travaille comme consultant en géologie pour des entreprises privées. Il est président de la Bristol Naturalists' Society en 1945 et vice-président de la Société géologique de Londres de 1945 à 1947.

## Vie privée
Fermor épouse Muriel Eileen (ou Aeyleen) Ambler, de dix ans sa cadette, en 1909. Son grand-père est l'adjudant (William) James Ambler sur le HMS Bellerophon lorsque Napoléon Ier s'y est rendu. Leur fils, Patrick Leigh Fermor (1915–2011), est élevé et éduqué en Angleterre et n'a pas rendu visite à son père en Inde; il devient plus tard bien connu pour ses écrits de voyage. Après s'être séparé de sa première femme, il épouse Frances Mary Case en 1933.
Il est décédé à Horsell près de Woking dans le Surrey.